# Валуйский, Семён Андреевич
Семён Андре́евич Валу́йский (10 февраля 1991, Тольятти, СССР) — российский хоккеист, левый нападающий.

## Карьера

### Клубная карьера
Начинал карьеру в ХК «Лада» из Тольятти, с начала 2006 года до сезона 2008/2009 играл в юношеском составе «автозаводцев». Дебютировал в сезоне 2008/2009 КХЛ, провёл 20 игр и набрал 2 очка по системе «гол+пас» (1 шайба и 1 голевая передача). В следующем сезоне стал игроком основного состава команды, но играл также и в молодёжном составе. В 2010 году перешёл в нижегородское «Торпедо». Выступал также за его фарм-клуб ХК Саров. В мае 2013 года был обменян в новокузнецкий «Металлург».
Подписал двухлетний контракт с Тольяттинским клубом «Лада» 4 июня 2014 года.
С 2019 года выступал за клуб «Хумо» из Ташкента.

### Международная карьера
Чемпион мира 2011 года в составе молодёжной команды России. Провёл 7 игр на турнире, заработал 2 очка, отдав 2 голевые передачи.

## Статистика
| Легенда | Легенда                    | Легенда | Легенда                   | Легенда | Легенда    |
| ------- | -------------------------- | ------- | ------------------------- | ------- | ---------- |
| И       | Количество проведённых игр | Штр     | Штрафное время            | +/−     | Плюс-минус |
| Г       | Голы                       | П       | Голевые передачи          | О       | Очки       |
| -       | Статистика неизвестна      | —       | Статистика не учитывалась |         |            |

### Клубная карьера
- a В «Плей-офф» учитывается статистика игрока в Кубке Надежды.

## Достижения
- Чемпионат мира по хоккею с шайбой среди молодёжных команд 2011 — победитель.
- Мировой кубок вызова 2008 — 5-е место.